# Dynasty Warriors Gundam
Dynasty Warriors: Gundam, pierwotnie wydany w Japonii jako Gundam Musou (ガンダム 無双 Gandamu Muso) – gra wideo oparta na serii anime Gundam. Została opracowana przez Koei i wydana przez Namco Bandai. Gra została wydana w dniu 1 marca 2007 w Japonii wyłącznie na PlayStation 3 o nazwie Gundam Musou. Wersja amerykańska została wydana w dniu 28 sierpnia 2007 r., zarówno na PlayStation 3, jak i Xbox 360 pod nazwą Dynasty Warriors: Gundam. Japońska wersja na Xbox 360 została wydana w Japonii w dniu 25.10.2007 pod nazwą Gundam Musou International. W przeciwieństwie do japońskiej wersji na PlayStation 3, Gundam Musou International oferuje zarówno japoński, jak i angielski podkład głosowy.